# Бленкер, Луис
Луис Бленкер (англ. Louis Blenker, иногда Lewis Blenker; 31 июля 1812 — 31 октября 1863) — немецкий военный, участник Германской революции 1848 года и Гражданской войны в США.Сформировал и возглавил 8-й Нью-Йоркский пехотный полк. Впоследствии стал командиром бригады, но был уволен из армии весной 1863 года и умер в том же году.

## Ранние годы
Людвиг Бленкер родился в 1812 году в немецком городе Вормсе, который на тот момент принадлежал Французской империи, а в 1815 году принадлежал Великому герцогству Гессен. Он обучался на ювелира в Кройцнахе, а затем был направлен в техническое училища в Мюнхен. Вопреки воле отца он записался в уланский полк и в 1832 году отправился с королём Оттоном в Грецию. Он дослужился до офицерского звания, но в 1837 году был отправлен в почётную отставку. После начал изучать медицину в Мюнхене, а затем, по воле родителей, занялся виноторговлей в Вормсе. В 1843 году он женился на Элизе Ауэ.

## Революция в Германии
В 1848 году Бленкер стал полковником вормсского ополчения. Многие горожане хотели, чтобы он стал мэром города, но либералы не смогли продвинуть его кандидатуру из-за интриг консерваторов, что подтолкнуло его на сторону революционеров в том же году. Когда Немецкая революция вспыхнула в Бадене, он возглавил корпус восставших войск, а его жена сопровождала его во время боевых действий.
Фридрих Энгельс, участник баденского восстания писал о Блекнере: «„Полковник“ Бленкер, бывший коммивояжер по продаже вина, побывавший в Греции в качестве филэллина, впоследствии открывший в Вормсе торговлю вином, бесспорно принадлежит к числу самых видных военных фигур всей той достославной кампании. Всегда гарцующий на коне, окруженный многочисленным штабом, рослый и сильный, с гордым ликом и с импозантной бородой на манер Геккера, наделенный мощным голосом и всеми прочими качествами, которые отличают южногерманского „народного деятеля“ и к числу которых ум, как известно, отнюдь не относится „полковник“ Бленкер производил впечатление человека, при одном виде которого Наполеон должен был бы стушеваться».
11 мая 1849 года его отряд подошёл к городу Людвигсхафен, гарнизон города перешёл на его сторону, и Бленкер взял город без единого выстрела. Революционное правительство Бадена предложило Бленкеру повторить его успех и взять крепость Ландау, в которой находились крупные запасы боеприпасов и артиллерия. Революционная агитация в Ландау шла хорошо, и многие солдаты покинули крепость, но треть гарнизона осталась верна властям и 20 мая открыла огонь по отряду Блекнера, заставив его отступить в беспорядке. Энгельс считал, что в неудаче виноват Блекнер, который надеялся взять крепость без артиллерии («Артиллерия состояла из нескольких легких мортир калибром от 1/2 до 13/8 фунта, которые перевозились на повозке для сена, предназначавшейся одновременно и для подвоза боевых припасов. А все боевые припасы для этих легких мортир равного калибра состояли всего-навсего из одного-единственного 24-фунтового ядра; о порохе не было и речи»).
Без артиллерии Бленкер не мог взять город и перешёл к осаде, которая была снята прусской армией.
29 июня Бленкер, командуя правофланговой дивизией, участвовал в сражении при Гернсбахе, вместе с Фридрихом Энгельсом и Карлом Шурцем. Когда прусская армия начала наступление на Гернсбах, Франц Зигель приказал Бленкеру оставить позиции у города. Этот приказ Зигеля заставил всю баденскую революционную армию начать отступление.
После подавления революции Бленкер был вынужден бежать в Швейцарию, оттуда он эмигрировал в США.

## Гражданская война в США
Переехав в США, Бленкер купил себе ферму в штате Нью-Йорк. Летом 1855 года Карл Маркс писал Энгельсу, что до него дошли слухи о том, что «Фельдмаршал Бленкер и некоторые другие отъявленные мошенники времен революционной комедии приобрели на украденные деньги земли и, как говорят, по грубости обращения со своими рабочими и высокомерию далеко превосходят янки».
Когда началась Гражданская война, Бленкер, пользуясь славой участника революции, способствовал набору пехотного полка, который состоял из немцев города Нью-Йорк. 23 апреля полк был принят на службу в федеральную армию сроком на два года. 13 мая он получил официальное название «8-й Нью-Йоркский пехотный полк». 20 июня Бленкеру было присвоено звание полковника задним числом от 13 мая. Подполковником полка стал Джулиус Стахел, бывший офицер австрийской армии и участник революции 1848 года в Венгрии. 26 мая полк покинул штат и отбыл в Вашингтон.
3 июля 1861 года согласно Специальному приказу № 169 8-й Нью-Йоркский был сведён с 29-м Нью-Йоркским и 39-м Нью-Йоркским в бригаду, командование которой принял полковник Бленкер. Полк он передал подполковнику Стахелу. 8 июля приказом № 13 бригада Бленкера стала 1-й бригадой 5-й дивизии (Диксона Майлза) Армии Макдауэлла.
16 июля началось наступление армии Макдауэлла на Манассас, а 21 июля началось первое сражение при Булл-Ран. Дивизия Майлза оставалась в тылу и не принимала участия в сражении, но когда армия начала отступать, командование использовало бригаду Бленкера для прикрытия отступления, развернув её в линию около Сентервилла. За отличие в ходе боевых действий Бленкера в августе было присвоено звание бригадного генерала.

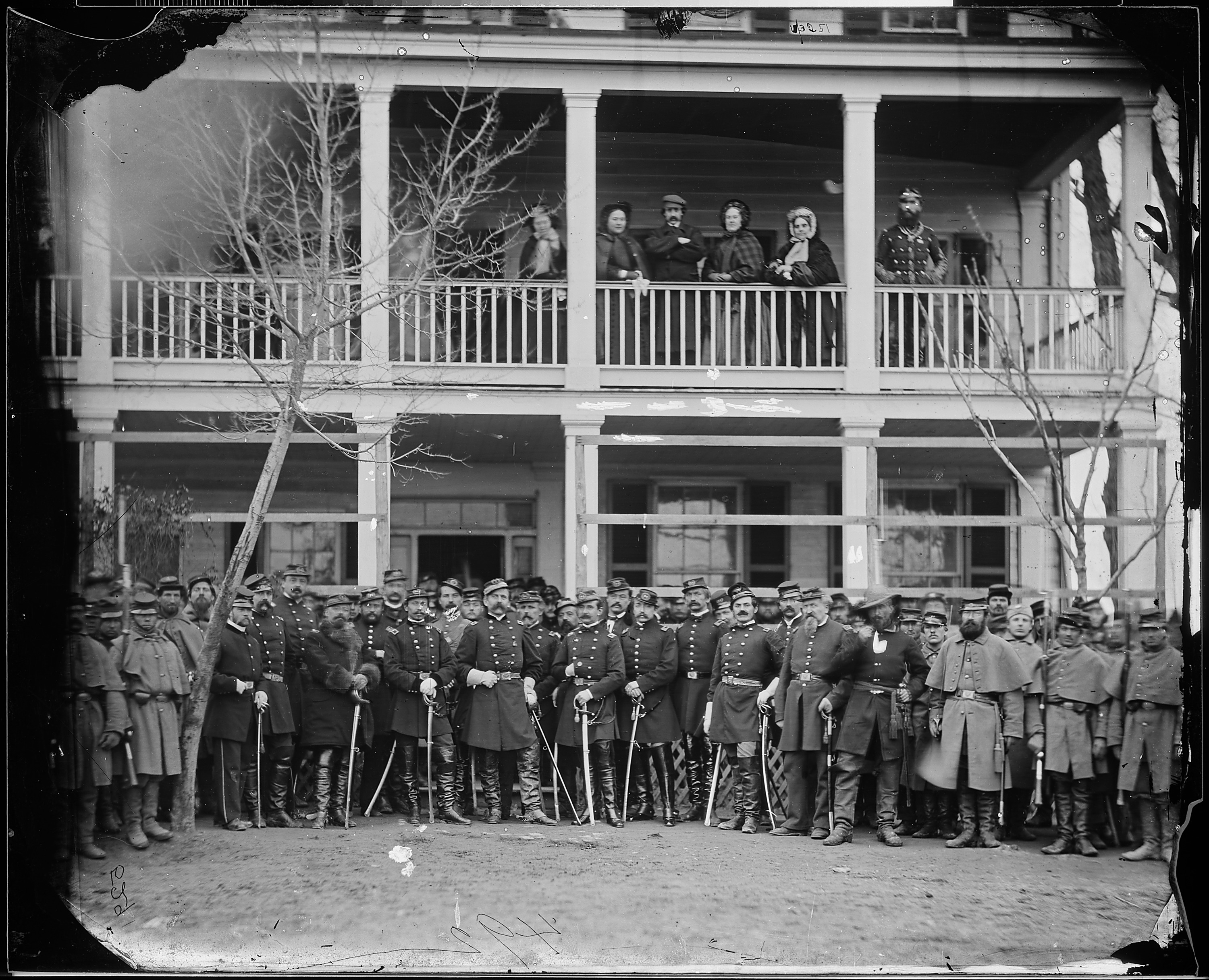
Офицеры дивизии Бленкера.

В декабре 1861 года была сформирована дивизия, куда вошли полки бригады Бленкера, Кейси, Стоуна и Портера. Дивизия состояла почти исключительно из военных немецкого происхождения, насчитывала около 10 000 человек и состояла из трёх бригад:
- Бригада генерала Джулиуса Стахела[англ.]
- Бригада полковника Адольфа фон Штайнвера
- Бригада полковника Генри Болена
- Приданные части: 41-й Нью-Йоркский полк, 2 батареи 4-й Нью-Йоркский кавполк.

3 марта дивизию Бленкера включили во II корпус Потомакской армии, а 30 марта перевели её в Горный департамент генерала Фримонта.
6 апреля Бленкер со своей дивизией покинул Уоррентон, после чего связь с ним прервалась. После шести дней без известий военный секретарь поручил генералу Роузкрансу найти Бленкера, и тот отыскал дивизию 15 апреля в местечке Пэрис, где она стояла уже 4 дня в поисках переправы через реку Шенандоа. В дивизии заканчивалось продовольствие, обувь, палатки и боеприпасы, солдаты не получали жалованья с декабря. 12 апреля Бленкер решил переправить дивизию через реку, но перегруженный плот затонул, и 40 человек погибло. После этого генерал Болен отказался переправлять людей в таких условиях.
За несколько дней до этого, когда дивизия Бленкера переходила Голубой хребет, она была замечена южанами и генерал Ричард Юэлл задумал атаковать её «более из нелюбви к немцам, чем из военных соображений» по словам историка Коззенса. 12 апреля он предложил Томасу Джексону совместно атаковать Бленкера, части которого, по его словам, разбросаны, деморализованы, занимаются грабежами и воровством. «Люди Бленкера дезертируют, — сообщал Юэлл, — те, что я видел, всё тупые невежественные немцы». Но Джексон не принял этого предложения и настоял, чтобы Юэлл шёл к нему в долину Шенандоа.

## В литературе
В воспоминаниях Александра Герцена «Былое и думы» упоминается скандал, связанный с Бленкером: «Какой-то немецкий владетельный герцог жаловался, что во время занятия фрейшерлерами его городишка были ими похищены драгоценные вещи и между прочим редкой работы старинный потир, что он находится у бывшего начальника легиона Бленкера».